# Брюс Ли и я
«Брюс Ли и я» (кит. трад. 李小龍與我, палл. Ли Сяо Лун юй во) — гонконгская биографическая драма 1976 года. Главные роли исполнили Бетти Тин и Дэнни Ли. Фильм основан на отношениях актрисы Бетти Тин и звезды фильмов с боевыми искусствами Брюса Ли из реальной жизни. Лента также встречается под названием «Брюс Ли: Это была моя жизнь» (нем. Bruce Lee: Das war mein Leben).

## Сюжет
После смерти звезды боевиков, Брюса Ли, в её квартире, актриса Бетти Тин подвергается нападкам как со стороны прессы, так и со стороны фанатов Ли. Найдя укрытие в одном из баров, хозяин которого — бармен, актриса рассказывает ему о начале своей кинокарьеры, когда Тин подвергалась травле помешанными на сексе продюсерами. Однажды Ли спасает Тин от такой жизни, после чего их последовавший роман страдает от амбиций и трудолюбия Ли.

## В ролях
- Бетти Тин[англ.] — Бетти Тин (играет саму себя)
- Дэнни Ли[англ.] — Брюс Ли
- Ван Ша — Кун Мин
- Тони Лу — Чжао Юэ
- Джеймс Нам — бармен
- Хуан Мань — мисс Лу
- Гу Вэньцзун[кит.] — хозяин казино
- Лэй Пханфэй[кит.]
- Лэй Саукхэй
- Вон Сань[кит.] — Ло Вэй
- Цзинь Ди[кит.] — продюсер Лу
- Пхан Пхан — богатый торговец
- Лин Хонь[кит.] — репортёр
- Цзян Шань — поклонница кино

## Оценки и критика
| Рейтинги                                | Рейтинги |
| Издание                                 | Оценка   |
| --------------------------------------- | -------- |
| Internet Movie Database                 | [ 3 ]    |
| Douban                                  | [ 4 ]    |
| The Encyclopedia of Martial Arts Movies | [ 5 ]    |
| cityonfire.com                          | [ 6 ]    |
| Silver Emulsion Film Reviews            | [ 7 ]    |

«Это один из самых худших фильмов Bruceploitation из когда-либо сделанных!», — The Encyclopedia of Martial Arts Movies.
«„Брюс Ли и я“ суров и нелеп, и независимо от того, основан ли он на фактах или нет, недостоин, не только Брюса, но и всех, кто в нём изображён, особенно Бетти, которая доказывает, что ей не хватает самоуважения и здравого смысла», — Mighty Peking Man, сайт cityonfire.com.
«В целом, я бы сказал, что это проходной фильм для большинства фанатов Shaw, если только вы не слишком преданы Брюсу Ли и не хотите увидеть всё, что связано с его наследием. Я насладился закулисными взглядами на киноиндустрию Гонконга, представленными в фильме, демонстрирующих здания студии Shaw, а также целенаправленной съёмкой определённых сцен, чтобы показать всю съёмочную группу. Драка в школе дзюдо из „Кулака ярости“, в частности, содержит много таких элементов. Но, как я упоминал ранее, большая часть фильма — просто куча неэффективных драматических сцен, так что вам на самом деле придётся пробираться сквозь них, чтобы получить самое интересное», — Уилл Коуф, сайт Silver Emulsion Film Reviews.